# BWF Future Series 2021
Die BWF Future Series 2021 war die 15. Auflage der BWF Future Series im Badminton. Durch die COVID-19-Pandemie fielen weiterhin mehrere Veranstaltungen aus.

## Turniere und Sieger
| Veranstaltung               | Herreneinzel           | Dameneinzel          | Herrendoppel                            | Damendoppel                       | Mixed                                 |
| --------------------------- | ---------------------- | -------------------- | --------------------------------------- | --------------------------------- | ------------------------------------- |
| Iceland International       | nicht ausgetragen      | nicht ausgetragen    | nicht ausgetragen                       | nicht ausgetragen                 | nicht ausgetragen                     |
| Slovak Open                 | nicht ausgetragen      | nicht ausgetragen    | nicht ausgetragen                       | nicht ausgetragen                 | nicht ausgetragen                     |
| Kenya International         | nicht ausgetragen      | nicht ausgetragen    | nicht ausgetragen                       | nicht ausgetragen                 | nicht ausgetragen                     |
| Giraldilla                  | nicht ausgetragen      | nicht ausgetragen    | nicht ausgetragen                       | nicht ausgetragen                 | nicht ausgetragen                     |
| Lithuanian International    | Alex Lanier            | Malvika Bansod       | Emil Lauritzen Mads Vestergaard         | Téa Margueritte Anna Tatranova    | Mads Vestergaard Clara Løber          |
| German International        | nicht ausgetragen      | nicht ausgetragen    | nicht ausgetragen                       | nicht ausgetragen                 | nicht ausgetragen                     |
| Benin International         | Farogh Sanjay Aman     | Johanita Scholtz     | Gideon Babalola Habeeb Temitope Bello   | Demi Botha Deidre Laurens Jordaan | Jarred Elliott Deidre Laurens Jordaan |
| Latvia International        | Meiraba Luwang Maisnam | Polina Buhrova       | Muhammad Nurfirdaus Azman Yap Roy King  | Low Yeen Yuan Valeree Siow        | Yap Roy King Valeree Siow             |
| Hellas International        | Lee Shun Yang          | Abigail Holden       | Junaidi Arif Muhammad Haikal            | Low Yeen Yuan Valeree Siow        | Yap Roy King Valeree Siow             |
| Croatian International      | nicht ausgetragen      | nicht ausgetragen    | nicht ausgetragen                       | nicht ausgetragen                 | nicht ausgetragen                     |
| Maldives International      | nicht ausgetragen      | nicht ausgetragen    | nicht ausgetragen                       | nicht ausgetragen                 | nicht ausgetragen                     |
| Chile International         | nicht ausgetragen      | nicht ausgetragen    | nicht ausgetragen                       | nicht ausgetragen                 | nicht ausgetragen                     |
| Bulgarian International     | Meiraba Luwang Maisnam | Samiya Imad Farooqui | Avinash Gupta Brandon Yap               | Amalie Cecilie Kudsk Signe Schulz | Kristian Kræmer Amalie Cecilie Kudsk  |
| Cyprus International        | Dmitriy Panarin        | Hristomira Popovska  | Georgii Lebedev Gleb Stepakov           | Katharina Fink Yasmine Hamza      | Mihajlo Tomić Anđela Vitman           |
| Egypt International         | nicht ausgetragen      | nicht ausgetragen    | nicht ausgetragen                       | nicht ausgetragen                 | nicht ausgetragen                     |
| Algeria International       | nicht ausgetragen      | nicht ausgetragen    | nicht ausgetragen                       | nicht ausgetragen                 | nicht ausgetragen                     |
| Israel Open                 | nicht ausgetragen      | nicht ausgetragen    | nicht ausgetragen                       | nicht ausgetragen                 | nicht ausgetragen                     |
| Santo Domingo International | Jonathan Matias        | Juliana Viana Vieira | Fabrício Farias Francielton Farias      | Jaqueline Lima Sâmia Lima         | Fabrício Farias Jaqueline Lima        |
| Guatemala International     | Rubén Castellanos      | Lauren Lam           | Enrico Asuncion Don Henley Averia       | Diana Corleto Nikte Sotomayor     | Jonathan Solís Diana Corleto          |
| Slovenia Future Series      | Andi Fadel Muhammad    | Simona Pilgaard      | William Kryger Boe Christian Faust Kjær | Viktoriia Kozyreva Mariia Sukhova | Mads Muurholm Clara Løber             |
| Botswana International      | Farogh Sanjay Aman     | Revati Devasthale    | Jarred Elliott Robert Summers           | Amy Ackerman Johanita Scholtz     | Dmitriy Panarin Kamila Smagulova      |
| South Africa International  | Farogh Sanjay Aman     | Johanita Scholtz     | Jarred Elliott Robert Summers           | Amy Ackerman Johanita Scholtz     | Robert White Deidre Laurens Jordaan   |